# Oudincourt
Oudincourt is een gemeente in het Franse departement Haute-Marne (regio Grand Est) en telt 152 inwoners (2004). De plaats maakt deel uit van het arrondissement Chaumont.

## Geografie
De oppervlakte van Oudincourt bedraagt 7,6 km², de bevolkingsdichtheid is 20,0 inwoners per km².
De onderstaande kaart toont de ligging van Oudincourt met de belangrijkste infrastructuur en aangrenzende gemeenten.

## Demografie
Onderstaande figuur toont het verloop van het inwonertal (bron: INSEE-tellingen).